# Isostasie

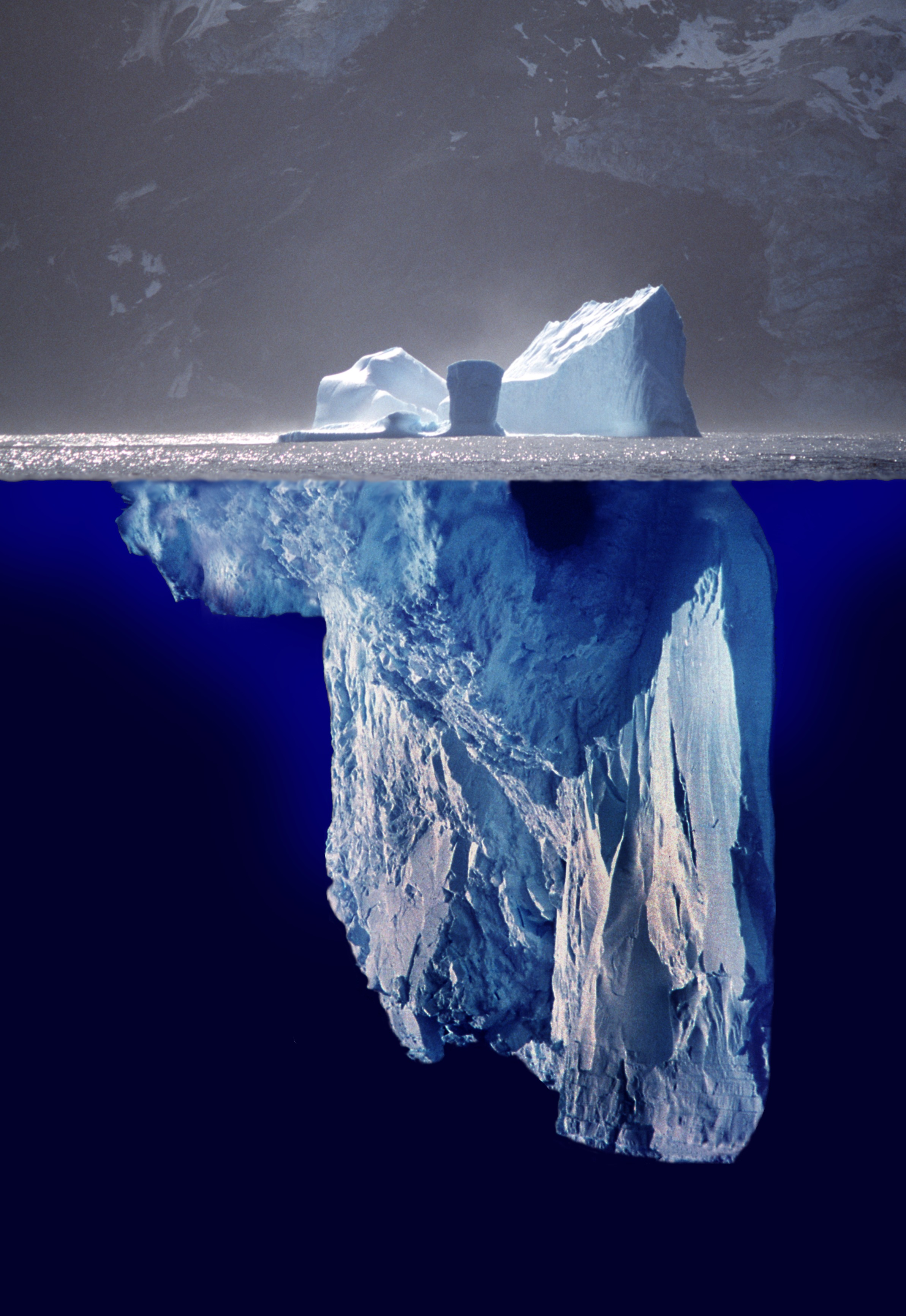
Een ijsberg drijft in water, waarbij een aanzienlijk deel van de ijsberg zich onder het wateroppervlak bevindt. Op dezelfde manier "drijft" in de Aarde de lithosfeer op de asthenosfeer.

Isostasie en isostatisch evenwicht zijn termen die worden gebruikt om de toestand van gravitationeel evenwicht van een drijvend voorwerp in een vloeistof aan te duiden.
Isostasie komt voort uit het principe van Archimedes, die tijdens een bad zag dat als een object onder water gebracht wordt, de massa van het water dat verplaatst wordt gelijk is aan de massa van het gehele object. Hoe zwaarder het object, hoe groter het deel dat zich onder water bevindt.
Een voorbeeld van isostasie is een drijvende ijsberg in de zee. Een gedeelte van de ijsberg zal zich onder water bevinden. Zowel de hoogte die het drijvende voorwerp (de ijsberg) heeft (ten opzichte van een willekeurig referentieniveau), als de diepte waartoe het object in de vloeistof doordringt hangen af van de volgende factoren:
- de hoogte of dikte van het voorwerp
- de dichtheid van het voorwerp
- de dichtheid van de vloeistof

Men kan ook alleen met het ratio van de dichtheden rekening houden, de laatste twee factoren worden dan gecombineerd.

In de geofysica wordt het isostatisch evenwicht tussen de lithosfeer en de asthenosfeer soms vereenvoudigd tot een 2-dimensionaal model van losse blokken van verschillende dikte (in de diepterichting "z"). In de afbeelding wordt voornamelijk Airy-isostasie afgebeeld, hoewel ook de dichtheid varieert. Legenda: 1 = dikte van de lithosfeer bij een gebergte; 2 = dikte van de lithosfeer bij een plateau; 3 dikte van normale continentale lithosfeer; 4 = dikte van oceanische lithosfeer; 5 = zeespiegel; 6 = elk blok zakt weg in de asthenosfeer, de dikke blokken verder dan de dunne; 7 = asthenosfeer.

## Toepassing in de geologie en geofysica
In de geologie en geofysica wordt isostasie gebruikt om hoogteverschillen op de aarde natuurkundig te verklaren. Waarom ligt een gebergte hoger dan een vlakte? Men neemt hiervoor aan dat de lithosfeer en de asthenosfeer (het bovenste deel van de aardmantel) in isostatisch evenwicht zijn. De aanname is dat de (plastisch deformerende) asthenosfeer zich als een vloeistof gedraagt, waar de lithosfeer op drijft. Onder een gebergte zal een zogenaamde gebergtewortel de asthenosfeer insteken, omdat de lithosfeer hier dikker (en daarom zwaarder) is dan op andere plaatsen. De hoogte van een gebergte en de diepte van de gebergtewortel hangen nu af van:
- de dichtheden van de asthenosfeer en de lithosfeer, en
- de dikte van de lithosfeer.

Het blijkt dat sommige delen van de lithosfeer niet in isostatisch evenwicht zijn, zoals de Himalaya. In die gevallen zijn andere dingen aan de hand: in het geval van de Himalaya wordt de enorme hoogte bereikt door de laterale (zijwaartse) kracht, veroorzaakt door de beweging van de Indische Plaat naar het noorden.
Aangenomen wordt dat op de schaal van continenten de sterkere lithosfeer op de zwakkere (makkelijker vervormende) asthenosfeer drukt, waardoor in de asthenosfeer materiaal lateraal wegstroomt en verschillen in dikte van de lithosfeer in verschillen in hoogte worden vertaald.

### Isostatische modellen
Er zijn twee verschillende modellen van isostasie:
- Airy-isostasie (genoemd naar George Airy): de aanname dat een verschil in de dikte van de lithosfeer de oorzaak is van een verschil in topografische hoogte.
- Pratt-isostasie (genoemd naar John Henry Pratt): de aanname dat een verschil in dichtheid in de lithosfeer de oorzaak is van een verschil in topografische hoogte.

Zwaardere lithosfeer zal dieper zinken, daarom ligt de oceaanbodem lager dan de continenten. Oceanische lithosfeer heeft echter ook een hogere dichtheid - ook dit kan de diepte van oceanische bekkens verklaren.

### Effect van afzetting en erosie
Als grote hoeveelheden sediment worden afgezet in een bepaald gebied, zal het extra gewicht van het sediment de lithosfeer doen zinken. Een voorbeeld van een sedimentair bekken is de Noordzee. Rivieren voeren grote hoeveelheden sediment naar de Noordzee vanuit de omliggende landen. De lithosfeer onder de Noordzee zinkt daarom langzaam. Nieuw sediment vult de depressie continu op, zodat nieuw sedimentair gesteente aan het oppervlak ligt.
Het tegenovergestelde effect komt voor bij grootschalige erosie van de lithosfeer, zoals in een hoger liggend gebied. Gebergtes als de Alpen zijn voorbeelden van deze situatie. In zo'n gebied beweegt de lithosfeer langzaam omhoog (tektonische opheffing), waardoor het gebergte weer verder kan eroderen. Door dit effect komt in gebergtes kristallijn gesteente aan de oppervlakte dat afkomstig is van de diepe delen van de lithosfeer.

### Effect van platentektoniek
Langs convergente plaatgrenzen bewegen continenten op elkaar. Het idee dat het botsen van continenten tot gebergtevorming leidt, is echter een simplificatie. Beter kan van verdikking van de lithosfeer worden gesproken, waarbij het bovenste gedeelte van de dikkere korst het gebergte vormt. De convergente plaatbeweging veroorzaakt verdikking van de lithosfeer. Dankzij isostatische verzinking neemt een gebergtewortel een groot gedeelte van de verdikking op. Slechts een klein deel van de verdikking uit zich in een groeiende hoogte van het gebergte.
De lithosfeer is bij continentale collisie overigens niet altijd in isostatisch evenwicht. De grote laterale krachten van de naar elkaar bewegende platen voorkomen dat.

### Effect op eustasie (zeeniveau)
Eustasie (de verandering in zeeniveau) is meestal niet aan isostatische veranderingen te wijten, maar aan klimaatsveranderingen. Maar isostasie kan wel degelijk een effect hebben op het zeeniveau. In een tijdperk waarin de Aarde zich aan het begin van een Wilsoncyclus bevindt (een tijdperk waarin zich relatief veel oceanische korst vormt, bijvoorbeeld in het Jura en Krijt) zal er relatief meer jonge oceanische korst zijn. Omdat jonge oceanische korst een kleinere dichtheid heeft dan oudere (daarom liggen de mid-oceanische ruggen hoger) zullen in zo'n tijdperk de oceaanbodems hoger liggen ten opzichte van de continenten, waardoor het zeeniveau ook hoger ligt.
Als binnen de geologie gesproken wordt over "relatieve" zeespiegelverandering betekent het dat behalve klimaat ook isostasie een rol speelt.

### Effect van ijskappen en ijstijden
Glacio-isostasie is de druk van landijs op de aardkorst waardoor deze verzakt. Bij het afsmelten valt de druk weg en zal de lithosfeer omhoog komen. Tijdens de ijstijden waren Scandinavië en Canada bedekt met ongeveer 3–4 km dikke ijsmassa's. Onder het gewicht van deze ijskappen, zakte de aardkorst 200–250 m omlaag. Na het afsmelten van het landijs, zo'n 12.000-10.000 jaar geleden, trad er een zogenaamde postglaciale bodembeweging op. Het gebied kwam weer omhoog. Dit is onder andere nog goed terug te zien bij de Hoge Kust in Noord-Zweden.
In Nederland daarentegen zakte de bodem als compensatie voor de stijging in Scandinavië. Dit effect treedt vooral in Noord-Nederland, Noord-Duitsland en Polen op. De daling in Noord-Nederland bedraagt ongeveer 2 cm over de laatste 100 jaar. In Zuid-Nederland en België is het effect nauwelijks meer meetbaar.
Het grootste deel van Groenland is nog steeds bedekt met een kilometers dikke ijskap. De lithosfeer is onder Groenland wegens dit extra gewicht verder in de asthenosfeer gezonken. Dit isostatisch evenwicht kan verstoord raken als het ijs smelt: dan zal Groenland geleidelijk omhoog bewegen.

### Convectie in de mantel en isostatisch evenwicht
Volledig isostatisch evenwicht is alleen mogelijk als het materiaal in rust is. Thermische convectie werkt echter in de mantel. In dit geval kan alleen aan de meer algemene hypothese van DDI (diepe dynamische isostasie) worden voldaan.